# NGC 183
NGC 183 (ook wel PGC 2298, UGC 387, MCG 5-2-35 of ZWG 500.57) is een elliptisch sterrenstelsel in het sterrenbeeld Andromeda. NGC 183 staat op ongeveer 240 miljoen lichtjaar van de Aarde.
NGC 183 werd op 6 oktober 1883 ontdekt door de Franse astronoom Édouard Jean-Marie Stephan.

## Epsilon Andromedae
Vanaf de Aarde gezien bevindt NGC 183 zich, samen met NGC 181 en NGC 184, net ten noorden van de vrij heldere ster Epsilon Andromedae.